# 佩托-施泰根
佩托-施泰根（德語：Pätow-Steegen）是德国梅克伦堡-前波美拉尼亚州的一个市镇。总面积10.66平方公里，总人口381人，其中男性193人，女性188人（2011年12月31日），人口密度36人/平方公里。